# Tina in the Sky with Diamonds
Tina in the Sky with Diamonds je druhá epizoda páté série amerického hudebního seriálu Glee a v celkovém pořadí devadesátá epizoda tohoto seriálu. Epizodu napsal i režíroval jeden z tvůrců seriálu, Ian Brennan a poprvé se vysílala ve Spojených státech dne 3. října 2013 na televizní stanici Fox. Tato epizoda byla druhou částí dvou epizod, které byly věnovány hudební skupině The Beatles.
V epizodě se poprvé objevila speciální hostující hvězda Demi Lovato, v roli servírky Dani.

## Obsah epizody

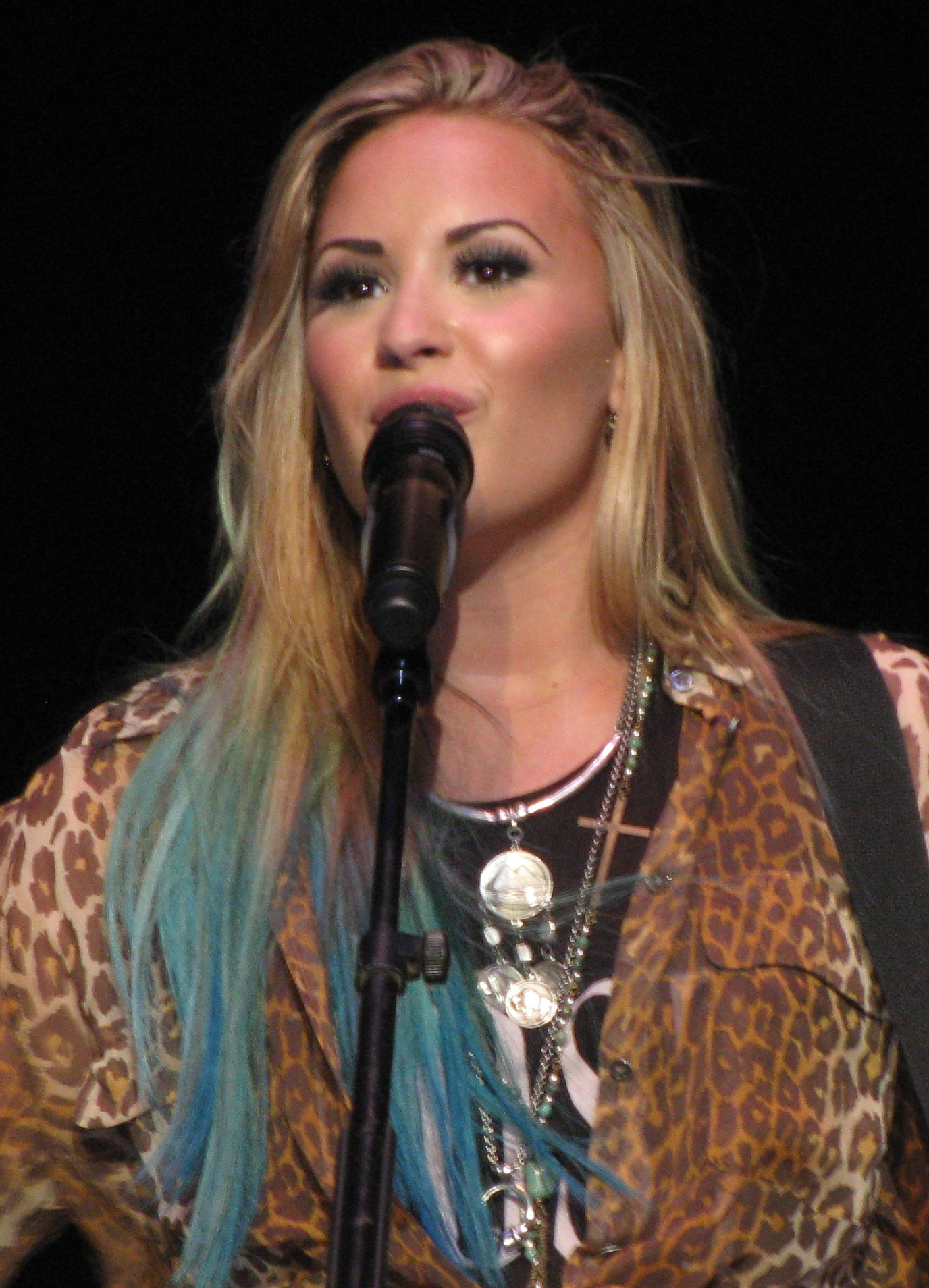
V epizodě se poprvé objevila Demi Lovato v roli Dani

New Directions pokračují ve svém dvoutýdenním úkolu při cover verzích písní skupiny The Beatles. Tina Cohen-Chang (Jenna Ushkowitz) je nominována na královnu plesu a je odhodlána a každou cenu vyhrát, takže odkopne Sama Evanse (Chord Overstreet)—který jí nabídl svůj doprovod na ples a ona souhlasila—aby podpořila své potenciální voličky, které přišly na ples bez doprovodu a přehnaně úkoluje svou asistentku a manažerku kampaně, Dottie Kazatori (Pamela Chan). Kitty Wilde (Becca Tobin) je na královnu plesu také nominovaná, ale rozhodne se podpořit Tinu. Bree (Erinn Westbrook) se o tom dozví, uspořádá mohutnou kampaň pro Kitty a spolu s několika dalšími roztleskávačkami přesvědčí Dottie, aby zesměšnila Tinu na maturitním plese.
Na NYADĚ Kurt Hummel (Chris Colfer) zpívá "Get Back", aby podpořil Rachel Berry (Lea Michele), která je v depresích po jejím nepodařeném konkurzu do Funny Girl. Během noční směny v restauraci, kde Rachel a Santana Lopez (Naya Rivera) pracují, tak jedna z jejich kolegyň, Dani (Demi Lovato) vyjádří zájem o Santanu. Jejich zájem je vzájemný, ačkoliv trochu strašidelný pro Santanu a Rachel jí podpoří, než je nechá o samotě, kdy obě zpívají "Here Comes the Sun", jdou městem a nakonec se políbí.
Ředitelka Sue Sylvester (Jane Lynch) najímá studentku vysoké školy Penny Owen (Phoebe Strole), aby se stala zdravotní sestrou na McKinleyově střední škole, Sam se do ní zamiluje a zpívá "Something". Když se Sue rozhodne vyhodit Penny pro neschopnost, Sam překoná svůj strach z jehel, dovolí Penny aby ho očkovala proti meningitidě a později za ní prosí Sue, která nakonec jeho prosby vyslyší.
Na maturitním plese Ryder Lynn (Blake Jenner), Marley Rose (Melissa Benoist), Jake Puckerman (Jacob Artist) a Wade "Unique" Adams (Alex Newell) vystupují s písní "Sgt. Pepper's Lonely Hearts Club Band". Později Sue oznamuje, že Tina a Stoner Brett (Ryan Heinke) se stali královnou a králem plesu. Na příkaz Bree, Dottie vylije kyblík ledové tříště na Tinu, která je právě na jevišti a Tina odchází se slzami v očích. New Directions ji následují do sborové místnosti, "Hey Jude" a podpoří Tinu, aby se vrátila před dav. Ona to udělá a dostane se jí potlesku.
Rachel během její směny překvapí pan Mr. Campion (Peter Facinelli), režisér Funny Girl, který jí oznámí, že byla obsazena do role Fanny Brice. V Limě trenérka roztleskávaček Roz Washington (NeNe Leakes) informuje Sue, že za incidentem z plesu stojí Bree a vyžaduje, aby byla potrestána. Sue místo toho povýší Bree na kapitánku roztleskávaček a podpoří jí v ponižování New Directions, aby se mohli zocelit v přípravách na Národní kolo. Rachel, Kurt, Santana, Dani zpívají "Let It Be" na oslavu Rachelina úspěchu, zatímco New Directions zpívají tu samou píseň na počest Tiny.

## Seznam písní
- "Revolution"
- "Get Back"
- "Something"
- "Here Comes the Sun"
- "Sgt. Pepper's Lonely Hearts Club Band"
- "Hey Jude"
- "Let It Be"

## Hrají
| Jacob Artist     | Jake Puckerman      |
| Melissa Benoist  | Marley Rose         |
| Chris Colfer     | Kurt Hummel         |
| Darren Criss     | Blaine Anderson     |
| Blake Jenner     | Ryder Lynn          |
| Jane Lynch       | Sue Sylvester       |
| Kevin McHale     | Artie Abrams        |
| Lea Michele      | Rachel Berry        |
| Matthew Morrison | William Schuester   |
| Alex Newell      | Wade "Unique" Adams |
| Chord Overstreet | Sam Evans           |
| Naya Rivera      | Santana Lopez       |
| Becca Tobin      | Kitty Wilde         |
| Jenna Ushkowitz  | Tina Cohen-Chang    |